# Course à l'américaine masculine aux Jeux olympiques d'été de 2024
Cet article traite de l'épreuve masculine. Pour la compétition féminine, voir Course à l'américaine féminine aux Jeux olympiques d'été de 2024.
Navigation
Tokyo 2020 Los Angeles 2028
La course à l'américaine masculine, ou madison est une épreuve de cyclisme sur piste des Jeux olympiques d'été de 2024. Elle a lieu le 10 août 2024 sur le Vélodrome national de Saint-Quentin-en-Yvelines.

## Médaillés
| Or                                    | Argent                                  | Bronze                                    |
| Portugal - Iúri Leitão - Rui Oliveira | Italie - Simone Consonni - Elia Viviani | Danemark - Niklas Larsen - Michael Mørkøv |

## Site de la compétition

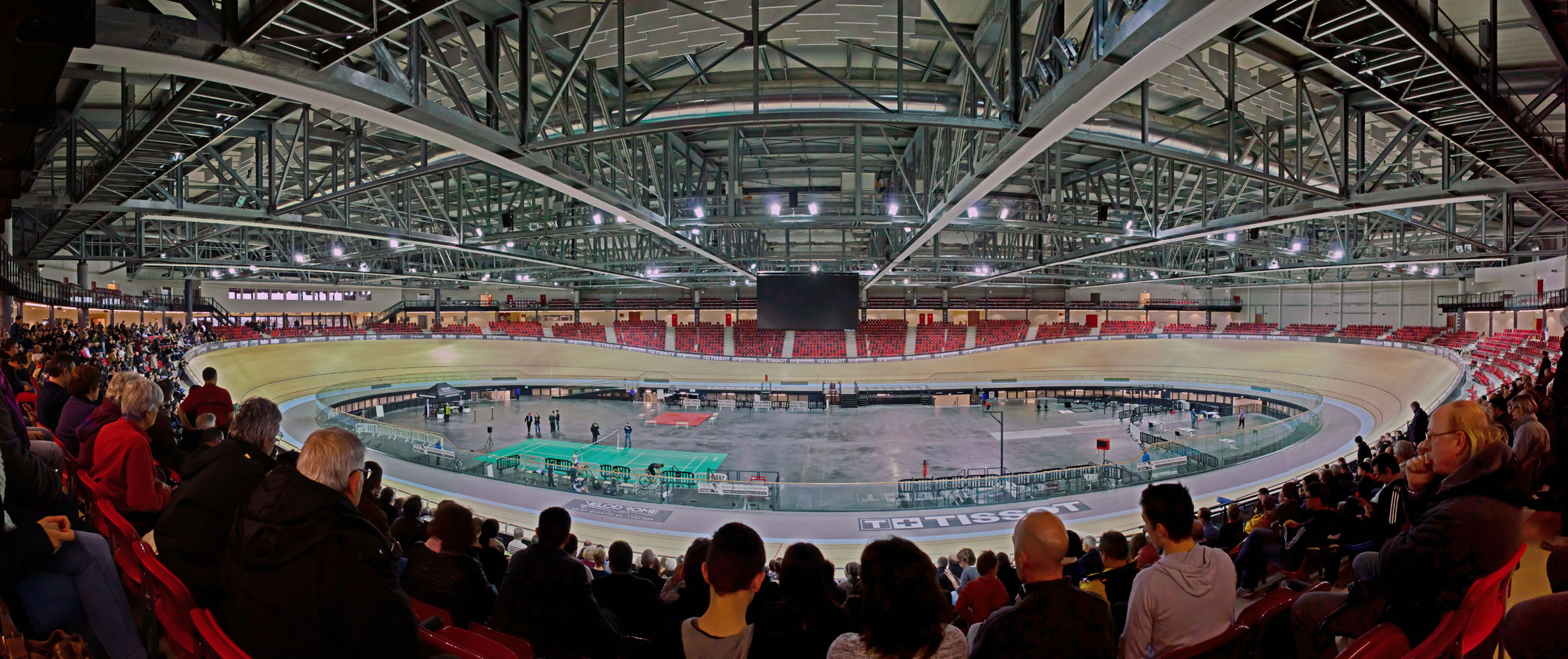
Vélodrome national en 2014.

Les épreuves de cyclisme sur piste ont lieu sur le Vélodrome national de Saint-Quentin-en-Yvelines. Contrairement à ce que son nom laisse supposer, il est situé sur la commune de Montigny-le-Bretonneux à l'ouest de Paris, à 36 km du village olympique. Il a été construit en 2011 et a une capacité de 5 000 spectateurs.

## Format de compétition
Cette course consiste à effectuer 200 tours de piste, soit 50 kilomètres au total. Il s'agit d'une course de relais à deux équipiers, permettant à un cycliste de récupérer pendant que son équipier court.
Le classement est déterminé dans un premier temps au nombre de tours parcourus, puis aux points. Les points sont attribués en fonction des sprints intermédiaires. Ils ont lieu tous les 10 tours. Lors de chaque sprint, le vainqueur gagne 5 points, le deuxième, le troisième et le quatrième gagnent respectivement 3, 2 et 1 point. Les points sont doublés lors du dernier sprint.

## Résultats détaillés
| Rang                                | Cyclistes                               | Nation           | Sprint | Sprint | Sprint | Sprint | Sprint | Sprint | Sprint | Sprint | Sprint | Sprint | Sprint | Sprint | Sprint | Sprint | Sprint | Sprint | Sprint | Sprint | Sprint | Sprint | Tours | Tours | Ordre final | Total |
| Rang                                | Cyclistes                               | Nation           | 1      | 2      | 3      | 4      | 5      | 6      | 7      | 8      | 9      | 10     | 11     | 12     | 13     | 14     | 15     | 16     | 17     | 18     | 19     | 20     | +     | −     | Ordre final | Total |
| ----------------------------------- | --------------------------------------- | ---------------- | ------ | ------ | ------ | ------ | ------ | ------ | ------ | ------ | ------ | ------ | ------ | ------ | ------ | ------ | ------ | ------ | ------ | ------ | ------ | ------ | ----- | ----- | ----------- | ----- |
| Médaille d'or, Jeux olympiques      | Iúri Leitão Rui Oliveira                | Portugal         |        |        |        | 5      | 3      |        |        |        |        |        |        |        |        |        |        | 2      | 5      | 5      | 5      | 10     | 20    |       | 1           | 55    |
| Médaille d'argent, Jeux olympiques  | Simone Consonni Elia Viviani            | Italie           |        |        | 5      |        |        | 5      |        | 5      | 5      |        | 2      |        |        |        |        | 1      |        |        |        | 4      | 20    |       | 3           | 47    |
| Médaille de bronze, Jeux olympiques | Niklas Larsen Michael Mørkøv            | Danemark         | 1      | 3      |        |        |        |        |        |        | 3      | 5      |        | 2      | 3      |        | 1      |        |        |        | 3      |        | 20    |       | 5           | 41    |
| 4                                   | Aaron Gate Campbell Stewart             | Nouvelle-Zélande |        | 2      | 1      |        | 2      |        | 5      |        |        | 3      | 3      | 1      |        | 3      |        | 3      | 3      | 3      | 2      | 2      |       |       | 4           | 33    |
| 5                                   | Shunsuke Imamura Kazushige Kuboki       | Japon            |        |        |        |        |        |        |        | 3      |        |        |        | 5      |        |        |        |        | 2      | 2      |        |        | 20    |       | 6           | 30    |
| 6                                   | Roger Kluge Theo Reinhardt              | Allemagne        |        |        |        | 3      |        | 1      | 1      |        |        |        | 5      |        | 5      |        |        |        |        | 1      | 1      | 6      |       |       | 2           | 22    |
| 7                                   | Denis Rugovac Jan Voneš                 | Tchéquie         |        |        |        |        |        |        |        |        | 2      |        |        |        |        | 5      | 5      |        |        |        |        |        | 20    | -20   | 8           | 12    |
| 8                                   | Sebastián Mora Albert Torres            | Espagne          |        |        |        |        | 5      | 3      | 3      |        |        | 2      |        |        |        | 2      |        |        |        |        |        |        |       | -20   | 12          | -4    |
| 9                                   | Mark Stewart Oliver Wood                | Grande-Bretagne  |        |        | 2      |        |        |        | 2      |        |        |        | 1      | 3      | 1      |        | 2      |        |        |        |        |        |       | -20   | 9           | -9    |
| 10                                  | Lindsay De Vylder Fabio Van den Bossche | Belgique         | 3      | 1      |        | 2      | 1      |        |        | 2      |        |        |        |        |        |        |        |        |        |        |        |        |       | -20   | 10          | -11   |
| 11                                  | Thomas Boudat Benjamin Thomas           | France           |        |        |        |        |        |        |        |        |        | 1      |        |        |        | 1      |        |        |        |        |        |        |       | -20   | 13          | -18   |
| 12                                  | Sam Welsford Kelland O'Brien            | Australie        | 2      |        | 3      | 1      |        | 2      |        |        | 1      |        |        |        | 2      |        |        |        |        |        |        |        |       | -60   | 7           | -49   |
| 13                                  | Mathias Guillemette Michael Foley       | Canada           |        |        |        |        |        |        |        |        |        |        |        |        |        |        |        |        |        |        |        |        |       | -40   |             | Abd   |
| 14                                  | Raphael Kokas Maximilian Schmidbauer    | Autriche         | 5      |        |        |        |        |        |        |        |        |        |        |        |        |        |        |        |        |        |        |        | 20    | -80   |             | Abd   |
| DSQ                                 | Yoeri Havik Jan-Willem van Schip        | Pays-Bas         |        | 5      |        |        |        |        |        | 1      |        |        |        |        |        |        | 3      | 5      | 1      |        |        |        |       |       | 11          | DSQ   |